# Jean-Jack Queyranne
Jean-Jack Queyranne (ur. 2 listopada 1945 w Lyonie) – francuski polityk, parlamentarzysta, były minister w rządzie Lionela Jospina, prezydent regionu Rodan-Alpy (2004–2015).

## Życiorys
Absolwent prawa i nauk politycznych na Université Lumière-Lyon-II. Doktoryzował się w pierwszej z tych dziedzin. Pracował jako nauczyciel akademicki.
Przystąpił do Partii Socjalistycznej. Funkcję w administracji publicznej po raz pierwszy objął w 1977, kiedy to został zastępcą mera Villeurbanne. Pełnił ją do 1988. W latach 1978–1979 był radnym regionu Rodan-Alpy, a w okresie 1985–1990 radnym departamentu Rodan. Był także merem Bronu (1989–1997), następnie wiceburmistrzem (do 2001) i radnym (do 2004) tej miejscowości.
Od 1981 do 1993 sprawował mandat posła do Zgromadzenia Narodowego. Ponownie został wybrany w 1997, zrezygnował jednak z zasiadania w parlamencie w związku z objęciem stanowiska sekretarza stanu przy ministrze spraw wewnętrznych. 29 sierpnia 2000 został powołany w skład rady ministrów jako minister ds. kontaktów z parlamentem. Urząd ten sprawował do 5 maja 2002. W tym samym roku ponownie wybrano go do Zgromadzenia Narodowego.
W 2004 został przewodniczącym rady regionalnej (prezydentem regionu) Rodan-Alpy, zastępując Anne-Marie Comparini z UDF. Utrzymał to stanowisko w 2010, zajmując je do końca 2015. Ubiegał się wówczas bez powodzenia o urząd prezydenta nowego regionu Owernia-Rodan-Alpy, został natomiast wybrany do rady regionalnej.
W 2007 ponownie uzyskał mandat poselski na XIII kadencję. W 2012 nie ubiegał się o reelekcję.